# Logaritmo neperiano

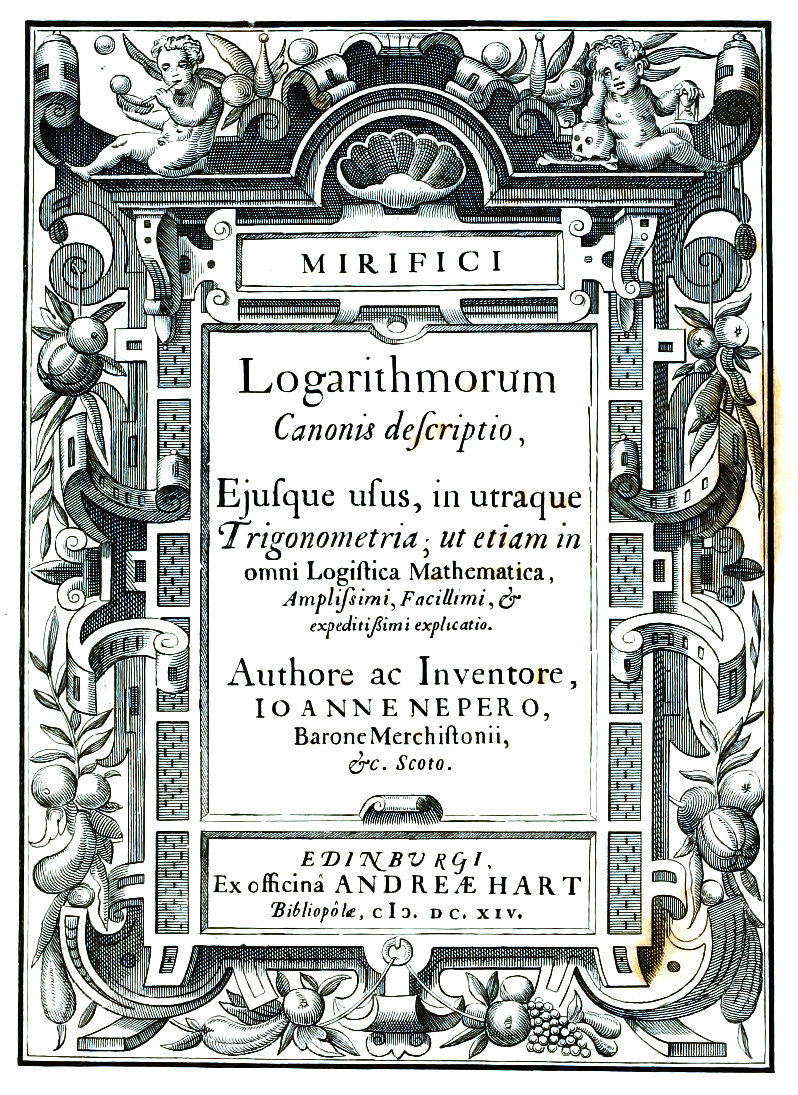
Portada de un libro sobre logaritmos publicado por John Napier.

En matemáticas, el logaritmo neperiano fue definido por primera vez por John Napier, y es la función dada (en términos de logaritmos modernos) como:
{\displaystyle \mathrm {NapLog} (x)={\frac {\log {\frac {10^{7}}{x}}}{\log {\frac {10^{7}}{10^{7}-1}}}}.}
Puesto que es un cociente de logaritmos, la base del logaritmo escogido es irrelevante. No es, pues, un logaritmo en ninguna base particular en el sentido moderno del término.
Puede ser reescrito como:
{\displaystyle \mathrm {NapLog} (x)=\log _{\frac {10^{7}}{10^{7}-1}}10^{7}-\log _{\frac {10^{7}}{10^{7}-1}}x}
y por lo tanto es una función lineal de un logaritmo en particular, por lo que satisface identidades muy similares a las modernas.
El logaritmo neperiano está relacionado con el logaritmo natural mediante la relación
{\displaystyle \mathrm {NapLog} (x)\approx 9999999.5(16.11809565-\ln x)}
y con el logaritmo decimal como
{\displaystyle \mathrm {NapLog} (x)\approx 23025850(7-\log _{10}x).}